# Galium intricatum
Galium intricatum är en måreväxtart som beskrevs av Margot och Georges François Reuter. Galium intricatum ingår i släktet måror, och familjen måreväxter. Inga underarter finns listade i Catalogue of Life.